# Santo Antônio do Grama
Santo Antônio do Grama là một đô thị thuộc bang Minas Gerais, Brasil. Đô thị này có diện tích 130 km², dân số năm 2007 là 4241 người, mật độ 32,62 người/km².